# Жрновница (Сплит)
Жрновница је насељено место у саставу града Сплита, Сплитско-далматинска жупанија, Република Хрватска.

## Географски положај
Налази се источно/североисточно од Сплита, у пролазу подно Мосора, са његове јужне стране и са западне/северне стране брда Перуна, уз истоимену реку.
Место је добило име по млиновима.

## Историја
До територијалне реорганизације у Хрватској налазила се у саставу старе општине Сплит.

## Становништво
На попису становништва 2011. године, Жрновница је имала 3.222 становника.
| Број становника по пописима | Број становника по пописима | Број становника по пописима | Број становника по пописима | Број становника по пописима | Број становника по пописима | Број становника по пописима | Број становника по пописима | Број становника по пописима | Број становника по пописима | Број становника по пописима | Број становника по пописима | Број становника по пописима | Број становника по пописима | Број становника по пописима | Број становника по пописима |
| --------------------------- | --------------------------- | --------------------------- | --------------------------- | --------------------------- | --------------------------- | --------------------------- | --------------------------- | --------------------------- | --------------------------- | --------------------------- | --------------------------- | --------------------------- | --------------------------- | --------------------------- | --------------------------- |
| 1857.                       | 1869.                       | 1880.                       | 1890.                       | 1900.                       | 1910.                       | 1921.                       | 1931.                       | 1948.                       | 1953.                       | 1961.                       | 1971.                       | 1981.                       | 1991.                       | 2001.                       | 2011.                       |
| 569                         | 634                         | 706                         | 804                         | 1.028                       | 1.153                       | 1.254                       | 1.505                       | 1.350                       | 1.025                       | 1.037                       | 1.785                       | 1.967                       | 2.274                       | 2.524                       | 3.222                       |

Напомена: Исказује се као самостално насеље од 1981. настало издвајањем дела насеља Сплит. До 1948. исказивано као самостално насеље, а од 1953. до 1971. као део насеља Сплит. У 1991. повећано за део подручја насеља Горње Ситно, а истовремено смањено за део подручја насеља који је припојен насељу Срињине. Од 1857. до 1931. садржи део података за насеље Сплит.

### Попис 1991.
На попису становништва 1991. године, насељено место Жрновница је имало 2.274 становника, следећег националног састава:
| Попис 1991.‍   | Попис 1991.‍  | Попис 1991.‍ | Попис 1991.‍ | Попис 1991.‍ |
| ------------- | ------------ | ----------- | ----------- | ----------- |
|               |              |             |             |             |
| Хрвати        | Хрвати       |             | 2.073       | 91,16%      |
| Срби          | Срби         |             | 56          | 2,46%       |
| Југословени   | Југословени  |             | 24          | 1,05%       |
| Муслимани     | Муслимани    |             | 12          | 0,52%       |
| Албанци       | Албанци      |             | 7           | 0,30%       |
| Словенци      | Словенци     |             | 7           | 0,30%       |
| Македонци     | Македонци    |             | 5           | 0,21%       |
| Црногорци     | Црногорци    |             | 5           | 0,21%       |
| Немци         | Немци        |             | 2           | 0,08%       |
| Словаци       | Словаци      |             | 1           | 0,04%       |
| Чеси          | Чеси         |             | 1           | 0,04%       |
| остали        | остали       |             | 2           | 0,08%       |
| неопредељени  | неопредељени |             | 32          | 1,40%       |
| регион. опр.  | регион. опр. |             | 14          | 0,61%       |
| непознато     | непознато    |             | 33          | 1,45%       |
| укупно: 2.274 |              |             |             |             |

## Култура
Римокатоличка црква "Св. Миховила" на Грачићу, према научним проценама, датира из 13. века.

## Презимена
Од постанка Жрновнице, у њој су забележена и ова презимена: Бошковић, Михановић, Амижић, Марин, Палаверса, Аљиновић.